# 克拉布奥查德 (伊利诺伊州)
克拉布奥查德（英語：Crab Orchard）是位於美國伊利諾伊州威廉森縣的一個人口普查指定地區。

## 地理
克拉布奥查德的座標為37°43′45″N 88°48′15″W / 37.72917°N 88.80417°W，而該地最高點為海拔高度155米（即509英尺）。

## 人口
根據2010年美國人口普查的數據，克拉布奥查德的面積為3.70平方千米，當中陸地面積為3.61平方千米，而水域面積為0.09平方千米。當地共有人口333人，而人口密度為每平方千米90人。